# Мирошевце
Мирошевце је насељено место града Лесковца у Јабланичком округу. Према попису из 2022. било је 764 становника.
У селу од 1955. године постоји основна школа „Славко Златановић“. У овом месту се од 1968. године налази ковачка радња Јована Станковића.
Овде се налазе Биста Борислава Станковића Ћулавка 1919-1944 и Споменик у Мирошевцу. Овде постоји ФК Умац Мирошевце.

## Етимологија
Као да Мирошевце као село није постојало у доба насељавања Словена, и да су становници подграђа на падинама Умца, на чијем врху је био град, умакли испред Словена или су их ови протерали. Тек, по предању, ту где је село Мирошевце, расла је крупна храстова шума, па, када су Словени, већ настањени у овом простору, примили хришћанство, свештеник је долазио на ово место, да под једним великим храстом, маже миром своју паству, да је мироше, па је отуда ово место, када се заселило, добило име Мирошевце, то јест, место на коме је вршено миросање верника.

## Географија

### Положај
Мирошевце се заселило на крајњем југу Поречја, и то на источном ободу оног дела побрђа које се налази између токова реке Ветернице на истоку и Јабланице на северозападу, која је завршна тачка према планинском вису Умац, удаљеном од Мирошевца око километар. На истоку од Мирошевца је Букова Глава, на југу Вина, која припада Ветерничкој клисури, а на западу сушичко село Игриште. С једне стране Мирошевце се ослања на благе брежуљке побрђа, а с друге оно лежи у равници, на обали реке Ветернице, па је његов заселак Лугаре, са супротне, десне стране ове реке. Положај Мирошевца тако спада у најтипичнија сеоска насеља: да има и побрђе и равницу и да је на обали реке, да тако има и поље за обраду и брежуљке за шуму, воће и винограде, пашу за стоку и воду.

### Хидрографија
С источне стране села Мирошевца, целом његовом дужином, тече река Ветерница. Сем тога, из побрђа, западно од села сливају се два потока и пролазе кроз село у правцу Ветернице. То су: Кошевка и Отомија. Оба ова потока лети пресуше и њима тече вода само код топљења снега и већих падавина. Изданска вода је у Мирошевцу блиска површини, па готово свака кућа има свој бунар. Доскоро су постојала и три сеоска бунара, али су их појединци присвојили.

### Земља
Атар села Мирошевца је велики 1.070 хектара, од које површине пада на обрадиву земљу 455 хектара, те по обрадивој земљи ово село спада у најбогатија села Поречја. Од њега имају више обрадиве земље само Стројковце и Доња Јајина.
3емља носи називе: Салачине, Колибиште, Сливче, Турске њиве, Вртике, Шегаве, Доње Орашје, Горње Орашје, Ограђе, Лозиште, Параспур. Ливаде: Вртике и Тршевине. Виногради су на локалитету Лозиште. Шуме: Липар, Кошевка, Зајкова долина, Умац, Солила(**), Језеро - Пампурско језеро, Пашњак Маркове ливаде (код Цигана).

## Историја
Положај који Мирошевце заузима био је одувек згодан за људски живот и људску насеобину. Овај крај није остао незапажен неолитском човеку, који је на потесу Селиште-Салачине оставио трагове својих насеља. И римских насеобина је овде било, односно насеобина поромањеног становништва. Као што се у зидинама Скобаљићевог града налазе трагови римске епохе, вероватно их је било и у зидинама оног града о коме Милан Ђ. Милићевић говори у својој књизи „Краљевина Србија" као о кули Краљевића Марка „на брду које се зове Хумап", где „има једна стара градина".
Вероватно је та „градина“ имала и своје подграђе, како је било код свих градова те врсте, о чему говоре остаци на падинама Умца изнад Мирошевца. Сем тога, на њиви Јована Јовића, на улазу у село Мирошевце из правца Лесковца, и сада постоји бунар, „бунарине“, за који постоји предање да је римски бунар. У атару села Мирошевца постоје и 2 локалитета Селиште: један испод Умца и то са његове јужне стране, а један на потесу „Сливче“ са северне стране ceлa. У потесу Вртике постоји место звано Црквиште, где је, по народном предању, била црква посвећена Светом Николи. По предању, на овом месту је било и село које се звало Гарина, па је у доба првог српског устанка од Турака разорено.
Но, поред ових остатака старина, које се налазе у околини села Мирошевца, а само Мирошевце не помиње, први писани документ са појавом села Мирошевца јесте повеља коју је у Новом Брду потписао као државни поглавар деспот Стефан Лазаревић. Том повељом књегиња Милица са синовима Стефаном и Вуком даје руском манастиру Светом Пантелејмону у Светој Гори, поред других села, „и у Гл‘бочици село Мирошевци с метохом и с међами“. Према том акту, књегиња Милица са синовима Вуком и Стефаном била је властелинка овог краја Дубочице, а деспот Стефан Лазаревић је уз то био и врховни државни поглавар, па је зато он и потписао ову повељу.
Под Турцима је Мирошевце у 19. веку било господарско село и подељено између двојице читлук-сахибија. Били су то Мустафа-ага и Емин-ага. Обојица су живели у Лесковцу, а Емин-ага је био арбанашког порекла. Хан помиње Мирошевце и наводи да је оно 1858. године имало 48 кућа. Према наводима Милана Ђ. Милићевића, Мирошевце је после ослобођења имало 111 пореских глава, што у односу на друга поречка села представља највећи пораст за период од нешто више од 20 година.
За време Другог светског рата у Југославији, припадници 2. гвозденог пука СДС на челу са капетаном Михајлом Зотовићем и мајором-командантом Александром Стикићем су, заједно са Арнаутима у служби немачке војске, извршили неколико ратних злочина на подручју Мирошевца. Најпре су октобра 1943. године убили четири ромска цивила, а 17. марта 1944. затворили Роме и припаднике партизанских породица у данашњу основну школу: истукли су 18 затвореника са по 25 батина, након чега су на 50 метара од школе стрељали 11 Рома. Од осталих мештана тражили су да се у року од два сата скупе три тоне жита и отерају у Лесковац. Истог дана спаљено је 15 домаћинстава партизанских породица. Они су у Мирошевце поново упали 14. јуна исте године и том приликом опљачкали и спалили 86 домаћинстава, стрељали једног мушкарца, силовали неколико жена и претукли неколико старијих особа. Тог дана село је и блокирано.

## Демографија
У насељу Мирошевце живи 839 пунолетних становника, а просечна старост становништва износи 41,5 година (40,2 код мушкараца и 42,8 код жена). У насељу има 296 домаћинстава, а просечан број чланова по домаћинству је 3,56.
Ово насеље је углавном насељено Србима (према попису из 2002. године), а у последња три пописа, примећен је пад у броју становника.
|  |

| Демографија | Демографија | Демографија |
| Година      | Становника  | Становника  |
| ----------- | ----------- | ----------- |
| 1948.       | 1.021       |             |
| 1953.       | 1.061       |             |
| 1961.       | 1.121       |             |
| 1971.       | 1.150       |             |
| 1981.       | 1.140       |             |
| 1991.       | 1.126       | 1.113       |
| 2002.       | 1.053       | 1.077       |
| 2011.       | 903         |             |
| 2022.       | 764         |             |

| Етнички састав према попису из 2002.‍ | Етнички састав према попису из 2002.‍ | Етнички састав према попису из 2002.‍ | Етнички састав према попису из 2002.‍ | Етнички састав према попису из 2002.‍ |
| ------------------------------------ | ------------------------------------ | ------------------------------------ | ------------------------------------ | ------------------------------------ |
|                                      |                                      |                                      |                                      |                                      |
| Срби                                 | Срби                                 |                                      | 941                                  | 89,36%                               |
| Роми                                 | Роми                                 |                                      | 103                                  | 9,78%                                |
| Словенци                             | Словенци                             |                                      | 4                                    | 0,37%                                |
| Македонци                            | Македонци                            |                                      | 2                                    | 0,18%                                |
| непознато                            | непознато                            |                                      | 3                                    | 0,28%                                |

| Година пописа     | 1948. | 1953. | 1961. | 1971. | 1981. | 1991. | 2002. |
| ----------------- | ----- | ----- | ----- | ----- | ----- | ----- | ----- |
| Број домаћинстава | 176   | 187   | 236   | 269   | 275   | 287   | 296   |

| Број чланова      | 1  | 2  | 3  | 4  | 5  | 6  | 7  | 8 | 9 | 10 и више | Просек |
| ----------------- | -- | -- | -- | -- | -- | -- | -- | - | - | --------- | ------ |
| Број домаћинстава | 38 | 68 | 45 | 51 | 40 | 41 | 11 | 1 | 1 | 0         | 3,56   |

| Пол    | Укупно | Неожењен/Неудата | Ожењен/Удата | Удовац/Удовица | Разведен/Разведена | Непознато |
| ------ | ------ | ---------------- | ------------ | -------------- | ------------------ | --------- |
| Мушки  | 426    | 89               | 302          | 30             | 5                  | 0         |
| Женски | 454    | 58               | 302          | 83             | 11                 | 0         |
| УКУПНО | 880    | 147              | 604          | 113            | 16                 | 0         |

| Пол    | Укупно                    | Пољопривреда, лов и шумарство | Рибарство                            | Вађење руде и камена | Прерађивачка индустрија       |
| ------ | ------------------------- | ----------------------------- | ------------------------------------ | -------------------- | ----------------------------- |
| Мушки  | 218                       | 109                           | 0                                    | 0                    | 36                            |
| Женски | 134                       | 56                            | 0                                    | 0                    | 41                            |
| УКУПНО | 352                       | 165                           | 0                                    | 0                    | 77                            |
| Пол    | Производња и снабдевање   | Грађевинарство                | Трговина                             | Хотели и ресторани   | Саобраћај, складиштење и везе |
| Мушки  | 6                         | 7                             | 15                                   | 0                    | 16                            |
| Женски | 0                         | 1                             | 12                                   | 2                    | 3                             |
| УКУПНО | 6                         | 8                             | 27                                   | 2                    | 19                            |
| Пол    | Финансијско посредовање   | Некретнине                    | Државна управа и одбрана             | Образовање           | Здравствени и социјални рад   |
| Мушки  | 0                         | 0                             | 7                                    | 11                   | 10                            |
| Женски | 0                         | 0                             | 0                                    | 8                    | 11                            |
| УКУПНО | 0                         | 0                             | 7                                    | 19                   | 21                            |
| Пол    | Остале услужне активности | Приватна домаћинства          | Екстериторијалне организације и тела | Непознато            | Непознато                     |
| Мушки  | 0                         | 0                             | 0                                    | 1                    | 1                             |
| Женски | 0                         | 0                             | 0                                    | 0                    | 0                             |
| УКУПНО | 0                         | 0                             | 0                                    | 1                    | 1                             |

## Саобраћај
Мирошевце се налази на путу који иде из Лесковца ка Барју. Оно је било и на оном краку лонгитудиналног пута који је из Лесковца, преко Стројковца, ишао поред Ветернице за Врање. Тај пут је, под Турцима, ишао од Стројковца на Бели Поток, затим на Жабљане, па на Горину, а одатле избијао на Лугаре. Од Мирошевца се одваја пут за села Игриште и Славујевце, па се становници ова два сушичка села њиме служе када иду за Лесковац, иако је заобилазан, јер је пут кроз Сушицу rотово неупотребљив. Као што је већ забележено код описа села на његовом крајњем jyry, преко пута ромског насеља, повезано за села Букову Главу, Горину, Брзу, па се тим путем може ићи и у Вучје и Лесковац.